# Shellbrook
Shellbrook är en ort i Kanada.   Den ligger i provinsen Saskatchewan, i den centrala delen av landet, 2 400 km väster om huvudstaden Ottawa. Shellbrook ligger 494 meter över havet och antalet invånare är 1 192.
Terrängen runt Shellbrook är mycket platt. Trakten runt Shellbrook är nära nog obefolkad, med mindre än två invånare per kvadratkilometer.. Det finns inga andra samhällen i närheten. 
Omgivningarna runt Shellbrook är en mosaik av jordbruksmark och naturlig växtlighet.